# Коррегу-Данта
Коррегу-Данта (порт. Córrego Danta) — муниципалитет в Бразилии, входит в штат Минас-Жерайс. Составная часть мезорегиона Запад штата Минас-Жерайс. Входит в экономико-статистический микрорегион Пиуми. Население составляет 3423 человека на 2007 год. Занимает площадь 644,92 км². Плотность населения — 5,3 чел./км².

## История
Город основан 1 января 1949 года. 

## Статистика
- Валовой внутренний продукт на 2003 год составляет 18 651 870,00 реалов (данные: Бразильский институт географии и статистики).
- Валовой внутренний продукт на душу населения на 2003 год составляет 5492,31 реалов (данные: Бразильский институт географии и статистики).
- Индекс развития человеческого потенциала на 2000 год составляет 0,752 (данные: Программа развития ООН).